# Hans Geiger
Johannes (Hans) Wilhelm Geiger (Neustadt an der Weinstrasse, Alemania, 30 de septiembre de 1882-Potsdam, 24 de septiembre de 1945) fue un físico alemán que, junto a Walter Müller, desarrolló el contador Geiger.

## Semblanza
En 1902, Geiger empezó a estudiar física y matemáticas en Erlangen, donde se doctoró en 1906. En 1907 comenzó a trabajar junto a Ernest Rutherford en la Universidad de Mánchester. En 1912 fue nombrado jefe del Instituto de investigación físico-técnica en Berlín. Allí desarrolló, junto a uno de sus estudiantes graduados, el contador Geiger.
 En 1925 fue profesor de la Universidad de Kiel hasta el año 1929, donde su primer estudiante graduado fue precisamente Walter Müller. 
En 1911 Geiger y John Mitchell Nuttall descubrieron la denominada Ley de Geiger-Nuttall (o regla) y desarrollaron una serie de experimentos que llevaron al modelo atómico de Rutherford.
Fue también miembro del Club del Uranio en la Alemania nazi, un grupo de científicos alemanes que, durante la Segunda Guerra Mundial, trabajaron sin éxito en la creación de la bomba atómica alemana. 
Su lealtad al Partido Nazi le llevó a traicionar a diversos colegas judíos; algunos de estos colegas le habían ayudado en sus investigaciones antes de que se hiciera miembro del partido nazi.
Murió en Potsdam unos meses después de que finalizara la Segunda Guerra Mundial.

## Eponimia
- Ley de Geiger-Nuttall
- Contador Geiger
- Telescopio de tubo Geiger
- El cráter lunar Geiger
- El asteroide (14413) Geiger